# ميروسلاف شتيبانيك
ميروسلاف شتيبانيك (بالتشيكية: Miroslav Štěpánek)‏ (مواليد 15 يناير 1990 في التشيك) لاعب كرة قدم تشيكي يلعب حاليا لصالح نادي الدرجة الأولى هامبورغ الألماني منذ 2006 في مركز قلب الدفاع .

## روابط خارجية
- ميروسلاف شتيبانيك على موقع الاتحاد التشيكي (الإنجليزية)
- ميروسلاف شتيبانيك على موقع قاعدة بيانات كرة القدم.إي يو (الإنجليزية)
- ميروسلاف شتيبانيك على موقع بيانات كرة القدم. دي إي (الألمانية)
- ميروسلاف شتيبانيك على موقع Soccerway.com (الإنجليزية)
- ميروسلاف شتيبانيك على موقع عالم كرة القدم.نت (الإنجليزية)